# (268115) Williamalbrecht
(268115) Williamalbrecht est un astéroïde de la ceinture principale.

## Description
(268115) Williamalbrecht est un astéroïde de la ceinture principale. Il fut découvert le 7 octobre 2004 à Sonoita par Walter R. Cooney, Jr. et John Gross. Il présente une orbite caractérisée par un demi-grand axe de 2,64 UA, une excentricité de 0,14 et une inclinaison de 30,1° par rapport à l'écliptique.

## Compléments